# 秦岭藤
秦岭藤（学名：Biondia chinensis）是夹竹桃科秦岭藤属的植物，是中国的特有植物。分布于中国大陆的陕西等地，生长于海拔1,000米至2,000米的地区，多生长于山地林下或路旁，目前尚未由人工引种栽培。